# Johannes Magnus
Johannes Magnus (một kiểu sửa đổi của Ioannes Magnus, dạng phiên âm Latinh cái tên khai sinh của ông Johan Månsson; 19 tháng 3, 1488 – 22 tháng 3, 1544) là vị Tổng giám mục Công giáo cuối cùng còn hoạt động ở Thụy Điển, cũng là một nhà thần học, nhà phả hệ học và sử gia.

## Tiểu sử
Johannes Magnus chào đời tại Linköping, là con trai của thị dân Måns Pedersson và vợ là Kristina Kruse. (Riêng ông sau này tự nhận mình là hậu duệ của một gia đình quý tộc có tên là Store chưa xác định rõ ràng.)
Magnus được vua Gustav I Vasa chọn làm Tổng giám mục vào năm 1523. Khi ông sắp sửa chuẩn bị đi đến Rôma để thụ lễ tấn phong, một sắc lệnh từ Giáo hoàng Clement VII gửi tới triều đình của vua Gustav Vasa, nói rằng vị Tổng giám mục trước đây là Gustav Trolle, từng có một thời sống lưu vong ở nước ngoài, nên được phục chức. Sắc lệnh này đã tuyên bố việc phế bỏ Trolle là bất hợp pháp.

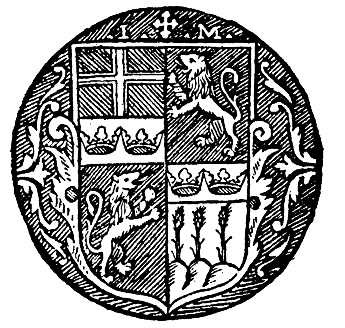
Con dấu của Johannes Magnus

Tuy nhiên, Gustav Trolle bị coi là kẻ phản bội đất nước, và Gustav Vasa không thể phục chức được nữa. Thay vào đó, ông phớt lờ sắc lệnh của giáo hoàng và tự đặt Magnus vào chức ấy mà không có sự chấp thuận của giáo hoàng. Thế nhưng, sau một thời gian dài, Johannes Magnus đã chống đối lại bằng cách tuyên bố sự bất mãn của ông với giáo lý Lutheran do anh em Olaus và Laurentius Petri truyền bá khắp nơi, dưới sự giám sát của vua Gustav Vasa. Nhà vua sau đó đã đưa ông sang Nga làm nhà ngoại giao năm 1526. Johannes Magnus cẩn thận không trở về quê hương trong thời gian đó vì cho rằng ông chưa sẵn lòng làm việc này. Gustav Vasa đã bổ nhiệm một vị Tổng giám mục mới là Laurentius Petri vào năm 1531, và Johannes nhận thấy rằng thời kỳ làm tổng giám mục của mình đã kết thúc.
Em trai của ông tên là Olaus Magnus, trong lúc ấy đã đến Roma để giải thích vấn đề Gustav Trolle cho Giáo hoàng. Năm 1533 Giáo hoàng hoàn thành việc điều tra vấn đề của Trolle và quyết định rằng Magnus là người kế nhiệm phù hợp nhất, và Magnus đã đến Rôma thụ lễ tấn phong. Tuy vậy, vì Thụy Điển giờ đây không còn sự chỉ đạo từ Vatican nữa, cả hai anh em vẫn ở Ý trong suốt phần đời còn lại.
Magnus đã dành hầu hết thời gian ở Venezia và Roma để viết nên hai tác phẩm lịch sử về Thụy Điển: Historia de omnibus Gothorum Sueonumque regibus và Historia metropolitanæ ecclesiæ Upsaliensis, vốn rất quan trọng nhờ vào thông tin lịch sử của chúng, nhưng cũng đầy rẫy những câu chuyện không có căn cứ xác đáng. Johannes qua đời tại Roma vào năm 1544, kể từ sau cái chết của ông coi như thế hệ các tổng giám mục Thụy Điển nhận được sự tôn phong của Giáo hoàng đã chấm dứt.

## Tác phẩm

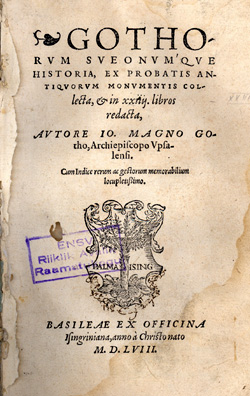
Ấn bản cuốn Gothorum Sveonumque Historia

Historia de omnibus Gothorum Sueonumque regibus ("Lịch sử các đời vua Goth và Thụy Điển") là một tác phẩm về lịch sử Thụy Điển, chỉ được em của Johannes là Olaus Magnus đem ra in sau khi tác giả qua đời ở Roma vào năm 1554. Olaus đã gửi tác phẩm này tới Thụy Điển với lời đề tặng dành cho công tước Erik, Johan, Magnus và Charles, các con của Gustav. Sau đó nó được tái bản nhiều lần. Nó xuất hiện trong một bản dịch tiếng Thụy Điển của Er. Schroderus lần đầu tiên vào năm 1620. Đây là một nguồn tài liệu rất không đáng tin cậy đối với lịch sử Thụy Điển thuở sơ khai.
Johannes Magnus đã sáng tạo việc sử dụng nguồn sử liệu Getica và Saxo Grammaticus của sử gia Jordanes để mô tả lịch sử người dân Thụy Điển, về các vị vua xứ này và "người Goth hải ngoại". Ông nói rằng Magog, con của Japheth, là vị vua đầu tiên của Thụy Điển. 16 tập đầu được đưa lên trên vào khoảng thời gian trước năm 1000 SCN bằng một sự kết hợp kỳ lạ giữa những câu chuyện kể từ các nhà văn tiền bối và điều hư cấu của riêng ông, được cho là có nguồn gốc từ các bản ghi chép bằng chữ rune tại Uppsala ở Younger Futhark, mà ông tuyên bố đã đóng vai trò như một bảng chữ cái dành cho người Goth trong suốt khoảng hai thiên niên kỷ trước Chúa Kitô. Johannes Magnus đã lập ra danh sách các đời vua Thụy Điển với sáu vị mang tên Erik trước thời Erik Chiến thắng, nơi ông bắt đầu tính từ Berig của Jordanes là Erik I. Ông còn lập ra sáu đời vua mang tên Karl trước thời Karl Sverkersson. Đây là cách mà những người con của Gustav I Vasa có thể tự xưng là Erik (XIV) và Karl (IX). Trong lúc tác phẩm này mô tả những vị vua Erik và Karl đầy tính giả tưởng bằng những ngôn từ nhìn chung có phần tích cực, nó còn bao gồm một vài tên bạo chúa được lập ra có tên tương tự như Gustav.
Tác phẩm này mang tinh thần yêu nước nồng nàn và cho thấy rằng Đan Mạch là do các tội nhân khổ sai lưu vong từ Thụy Điển tới đây ngụ cư, một lời buộc tội đã bị triều đình Đan Mạch mạnh dạn bác bỏ.